# Planimetr

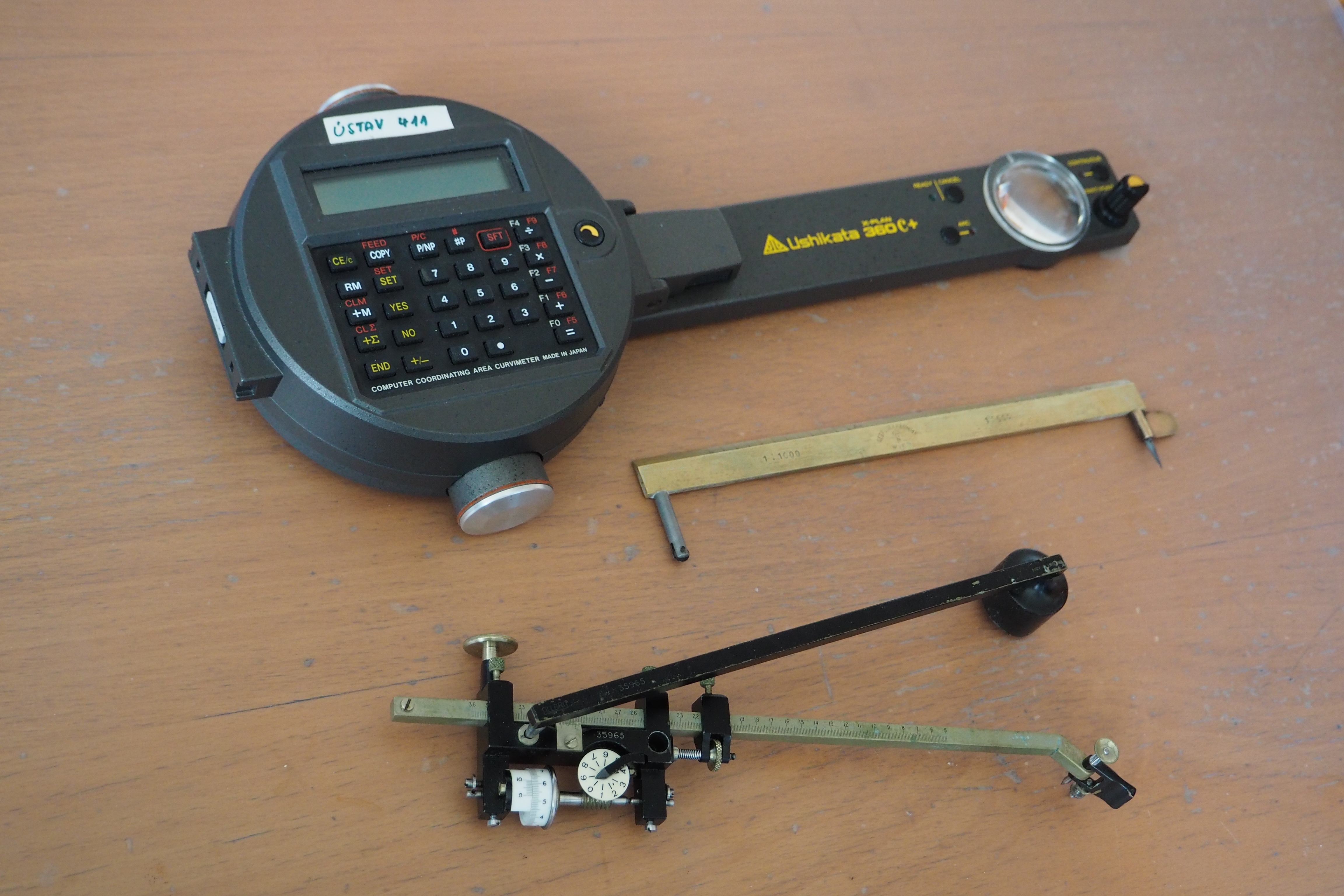
Planimetry: digitální, Prytzův a polární

Planimetr (z lat. planum, rovina) je přístroj k měření obsahů rovinných ploch libovolného tvaru. Měly velký význam zejména v kartografii a při vyměřování pozemků v 19. a 20. století, takže vznikla řada různých konstrukcí.
Mechanické planimetry se dělí na lineární a běžnější polární. Při měření polárním planimetrem se jeden hrot zabodne do roviny (papíru) mimo měřenou plochu a druhým se plocha co nejpečlivěji objede. Rozměry měřené plochy musí být menší, než je délka ramene planimetru, přesnost měření podstatně závisí na přesném objetí měřené plochy.
Velmi jednoduchý planimetr Prytzův (také „sekerkový“) je rovná tyč na jednom konci opatřená hrotem, na druhém „sekerkovým“ břitem nebo kolečkem. Při měření se hrot umístí zhruba do těžiště měřené plochy a břit vtiskne do papíru mimo měřenou plochu. Pak se hrotem přejede k obvodu, měřená plocha se objede a hrot se vrátí do výchozí polohy. Pravá ruka vede hrot, levá lehce přitlačuje břit k papíru, aby nesklouzl. Obsah měřené plochy se pak rovná vzdálenosti mezi hrotem a břitem (konstanta planimetru) násobené vzdáleností mezi počáteční a konečnou polohou břitu, měřenou kolmo k rameni planimetru.
Pro měření obsahů libovolných ploch na digitálních snímcích a mapách jsou k dispozici programové prostředky, například i v programu Adobe Photoshop.